# Projection de Spilhaus
 (février 2024).

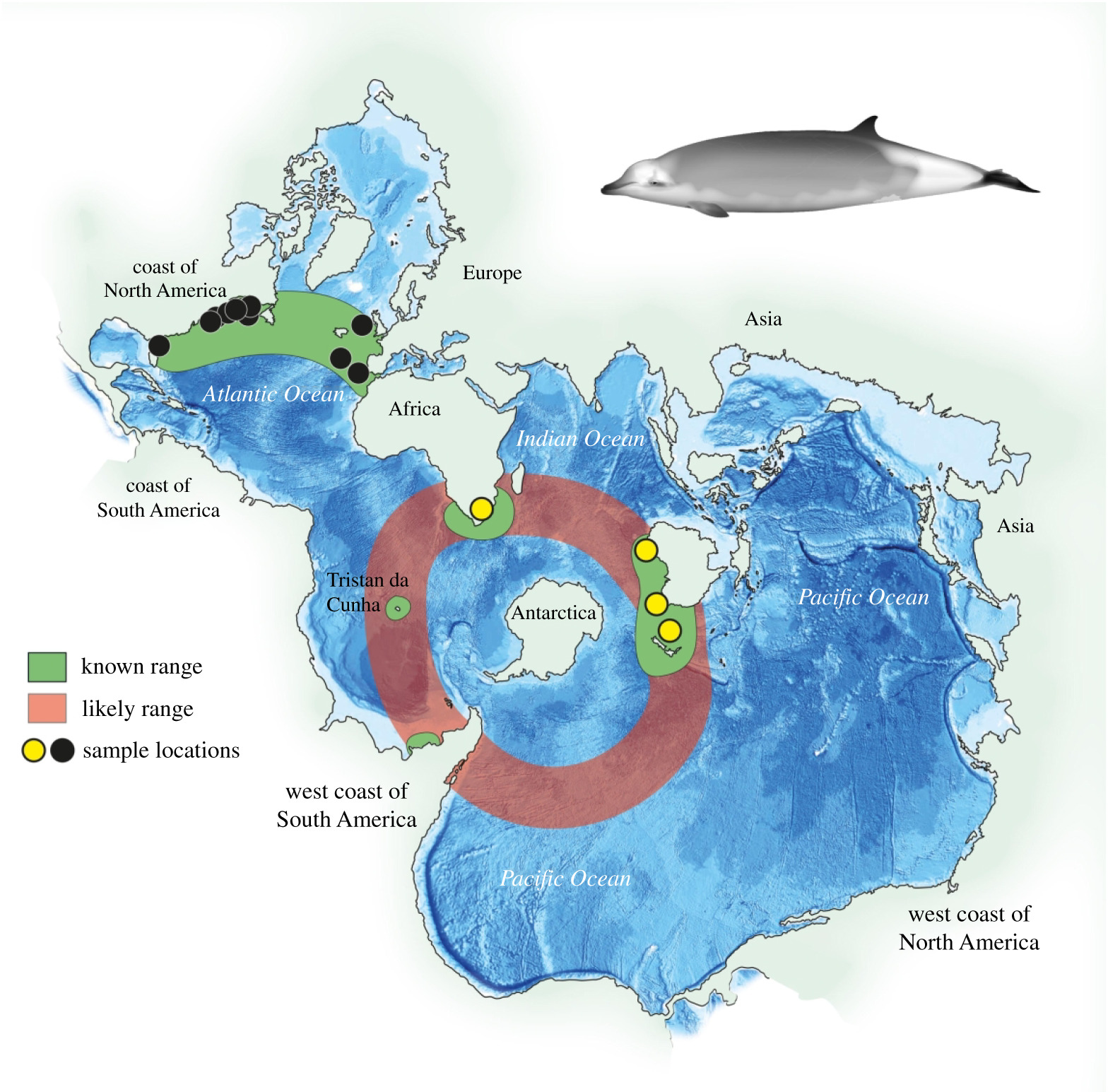
Carte en projection de Spilhaus.

La projection de Spilhaus est une famille de projections cartographiques de la Terre, inventée par l'océanographe sud-africain Athelstan Spilhaus (de) en 1942.
La principale caractéristique de ces projections est d'être centrée sur l'océan mondial, rejetant la plupart des continents à la périphérie. De ce fait, ces projections sont souvent utilisées pour illustrer des faits en rapport avec l'océanographie, les écosystèmes marins ou la géopolitique marine.

## Principe
Le principe de la projection imaginée par Athelstan Spilhaus (de) est de placer l'océan mondial au centre de la carte et de rejeter la majorité des continents en périphérie. Cette cartographie combine les principes de la projection de Petermann développée par August Petermann et de celle de Hammer (en).
Plusieurs versions différentes existent, toutes centrées sur le continent antarctique. Deux datent de 1942, les cinq autres sont développées en 1983. Quelles que soient les versions, une zone du globe est nécessairement représentée deux fois. Généralement, du fait du centrage de la carte à proximité de l'Antarctique, le point représenté en double est le Détroit de Béring situé à peu près aux antipodes.

### Spilhaus-Hammer I
La première version, développée dès 1942, montre le globe terrestre dans une ellipsoïde où la partie supérieure montre les océans Atlantique et Indien, ainsi que l'Arctique, alors que la partie inférieure est consacrée au Pacifique.

### Spilhaus-August
La seconde version de la carte, également développée dès 1942, représente le planisphère dans un épicycloïde. De même que dans la précédente version, la partie située en haut de la carte montre les océans Atlantique et Indien, ainsi que l'Arctique, alors que la partie inférieure est consacrée au Pacifique. Toutefois, les périphéries océaniques y sont interrompues, notamment le golfe du Mexique, la mer de Chine méridionale ou le golfe de Bohai. Certaines versions corrigent ces coupures en ajoutant manuellement des encarts dédiés à ces étendues marines.

### Spilhaus-Lambert Azimuthal
La troisième version, datant de 1983, est une variante de la Projection conique conforme de Lambert. Elle n'est pas centrée sur l'Antarctique mais approximativement sur le point Nemo. L'espace de représentation étant un disque, l'Asie y est extrêmement déformée, y compris les mers qui la bordent, comme par exemple la mer Rouge, la mer d'Arabie ou le golfe du Bengale.

### Spilhaus stéréographique
Cette version est également représentée sous forme de disque, mais les tailles relatives des espaces ne sont pas respectées, l'accroissement s'amplifiant à mesure de l'éloignement du point Nemo. L'Asie occupe de ce fait une place prépondérante quoique excentrée de la carte. La relégation de l'Asie en périphérie est un choix du cartographe ; il est également possible de placer l'Europe, l'Afrique et l'Asie du Sud à peu près à la verticale au-dessus de l'Antarctique. De ce fait, ce sont alors l'Asie de l'Est et l'Amérique qui sont extrêmement déformées.
Dans une seconde version reprenant le même principe, Athelstan Spilhaus choisit de résoudre la place excessive du ou des continents placés en périphérie, en faisant le choix de ne pas représenter l'intérieur des terres de ceux-ci. La carte s'inscrit alors dans un rectangle. Une partie du monde n'est pas du tout représentée ; dans la version de la carte rayonnant autour du point Nemo, c'est l'Asie centrale qui n'apparaît pas.

### Spilhaus-Adams
Enfin, la version développée en 1979 s'inspire de la projection Adams square II (en). Projection conforme, elle est centrée sur un point proche des îles Kerguelen et tournée de 45 degrés par rapport à une projection classique. l'Asie de l'Est et l'Amérique sont reléguées en périphéries et seules leurs côtes sont représentées afin d'occulter les parties continentales grossies à l'excès,,.
Cette dernière version fait encore l'objet d'améliorations, en particulier dues aux apports des SIG en matière de représentation cartographique. Lors de la Supercomputing Conference 2021, une vidéo de simulation utilise la projection de Spilhaus-Adams pour représenter des phénomènes météorologiques en relation avec la mer.

## Utilisation
La focalisation de la projection de Spilhaus sur les océans en fait tout d'abord une projection souvent utilisée pour illustrer l'importance des étendues maritimes à la surface de la Terre.
Par ailleurs, comme l'océan mondial y est représenté comme un ensemble unifié et non découpé, les phénomènes affectant cet océan y sont plus aisément compréhensibles, comme les courants marins, les températures de surface, la pollution des côtes, etc.
À partir des années 2020, de nombreuses cartes préexistantes représentant des données marines sont adaptées pour une représentation utilisant la projection Spilhaus-Adams de 1979 rendant ces phénomènes plus visibles.